# Macrobrachium rodriguezi
Macrobrachium rodriguezi är en kräftdjursart som beskrevs av Pereira 1986. Macrobrachium rodriguezi ingår i släktet Macrobrachium och familjen Palaemonidae. Inga underarter finns listade i Catalogue of Life.